# State Farm Stadium
State Farm Stadium (tidligere University of Phoenix Stadium) er et stadion i Phoenix i Arizona, USA, der er hjemmebane for NFL-klubben Arizona Cardinals. Stadionet har plads til 63.400 tilskuere. Det blev indviet 1. august 2006, hvor det erstattede Cardinals gamle hjemmebane Sun Devil Stadium.
Den 3. februar 2008 var University of Phoenix Stadium vært for den dramatiske Super Bowl XLII, hvor New York Giants besejrede storfavoritterne New England Patriots. Stadionnet var i 2015 atter vært for en Super Bowl, da Super Bowl XLIX blev afviklet mellem New England Patriots og Seattle Seahawks, igen med Patriots som vinder.